# Kung-Fu Master (film)
Kung-Fu Master! è un film del 1988 diretto da Agnès Varda.

## Trama
Si tratta della storia d'amore tra una donna adulta ed un adolescente quattordicenne. Mary-Jane si chiede: "Tutte le donne si innamorano di un ragazzo, o solo quelle senza figli?" Da poco divorziata con due figlie, Lucy e Loulou, Mary-Jane accompagna Lucy ad un party in cui nota Julien, 14 anni, piccolo e brillante, ma con un lato sensibile. Decide di trascorrere del tempo con lui, facendogli sapere che sia a sua disposizione. Julien è a metà tra un bambino e un uomo, alternandosi tra il gioco di un videogioco, "Kung-Fu Master", dove cerca di salvare Sylvia e tra l'unirsi agli amici in un discorso in cui, per impressionarli, bluffa sugli exploit sessuali. È l'amore o la gelosia della giovinezza persa? C'è un modo perché tutto questo possa finire bene?

## Contesto
Selezionato per il Festival di Berlino 1988, nel novembre 2023 Jean-Marie Samocki su Cahiers du cinéma parla, nella rubrica Cinéma retrouvé al titolo Dark Varda, di questo studio malinconico d'un amore impossibile tra una donna di quarant'anni e un adolescente, al capitolo Ospitalità del dolore. Il film, definito splendido da Elfi Reiter sul Il Manifesto unitamente a Jane B. par Agnes V., sempre con Jane Birkin, è interpretato, nel ruolo di Julien, dal figlio di Agnes Varda e di Jacques Demy, Mathieu Demy, e, nel ruolo di Lucy, da Charlotte Gainsbourg figlia di Jane Birkin e Serge Gainsbourg.